# Micropholis brochidodroma
Micropholis brochidodroma là một loài thực vật thuộc họ Sapotaceae. Đây là loài đặc hữu của Peru.